# Східна довгошия черепаха
Східна довгошия черепаха (Chelodina longicollis) — вид черепах з роду Австралійська зміїношийна черепаха родини Змієшиї черепахи.

## Опис
Загальна довжина цієї черепахи коливається від 20 до 30 см. Голова невелика з короткою мордою. Шия дуже довга. Тулуб за шиєю вкрито численними горбиками різного розміру. Повіки прозорі. Хвіст дуже короткий. Панцир дуже спложений, має овальну форму. Лапи перетинчасті з дуже потужними кігтями. Має мускусну залозу, яку застосовує при небезпеці.
Забарвлення панцира темно-кориневе, бурувате або чорно—жовте.

## Спосіб життя
Увесь час проводить у воді. Полюбляє річки, озера, ставки. Харчується дрібною рибою, молюсками, водяними комахами, хробаками, ракоподібними, жабами.
У грудні—січні самиця відкладає від 8 до 20 яєць. За рік буває 2—3 кладки. Інкубаційний період триває 3—5 місяців.

## Розповсюдження
Мешкає у східній частині Австралії.